# Cerdo
Cerdo (en grec antic: Κερδοῦς 'Kerdous'), que segons Robert Graves significa l'astuta, o la guineu, va ser una nimfa, esposa del rei Foroneu d'Argos i mare d'Apis i Níobe. Altres autors diuen que l'esposa de Foroneu es deia Cinna, o Telèdice, i també Perimede o Peito.
També, segons Robert Graves, Cerdo és un dels títols de Demèter, divinitat que es considerava assimilada a una guineu, perquè és un animal profètic.